# Chlumetia polymorpha
Chlumetia polymorpha är en fjärilsart som beskrevs av George Francis Hampson 1919. Chlumetia polymorpha ingår i släktet Chlumetia och familjen nattflyn. Inga underarter finns listade i Catalogue of Life.